# Сошичненская сельская община
Сошичненская сельская община (укр. Сошичненська сільська громада) — территориальная община в Камень-Каширском районе Волынской области Украины.
Административный центр — село Сошично.
Население составляет 9578 человек. Площадь — 377,0 км².
В соответствии с распоряжением Кабинета Министров Украины от 12 июня 2020 года, в состав общины вошла территория Залесского, Карасинского, Качинского, Личиновского, Нуйновского, Сошичненского и Стобыховского сельских советов Камень-Каширского района.

## Населённые пункты
В состав общины входит 12 сёл:
- Сошично
  - Запрудье
- Карасинский старостинский округ:
  - Карасин
  - Карпиловка
- Качинский старостинский округ:
  - Александрия
  - Качин
  - Личины
  - Ставище
- Нуйновский старостинский округ:
  - Залесье
  - Нуйно
- Стобыыховский старостинский округ:
  - Радошинка
  - Стобыховка